# Donato Antonio Cafaro

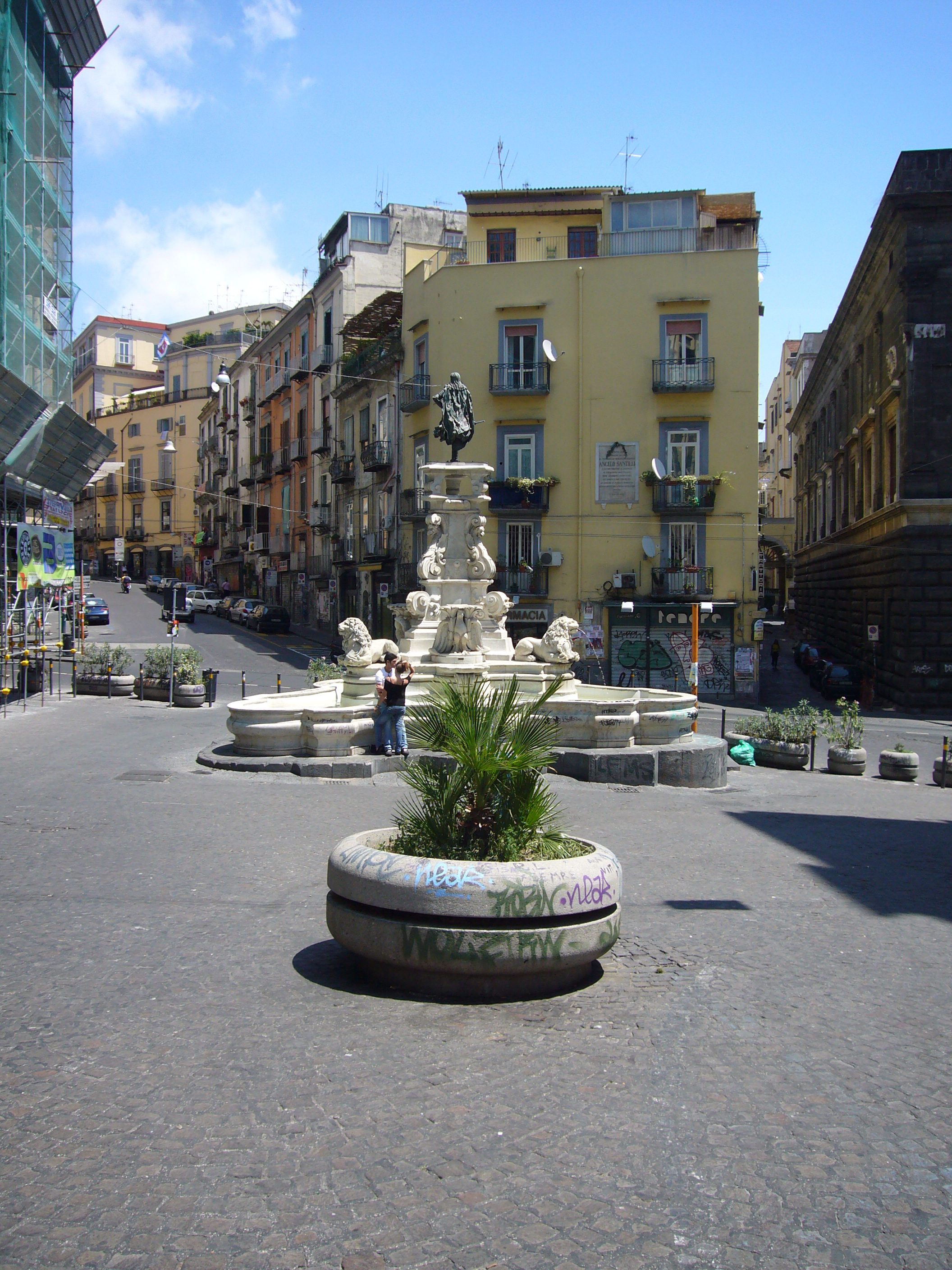
Fontana di Monteoliveto

Donato Antonio Cafaro (Cava de' Tirreni, ... – ...; fl. XVII secolo) è stato un ingegnere, architetto, scultore e tavolario italiano attivo nel Regno di Napoli nella seconda metà del XVII secolo e probabilmente nipote di Pignaloso Cafaro vissuto nel XVI secolo, concittadino di Giovanni Vincenzo Della Monica ed autore del primo progetto della Basilica dello Spirito Santo.

## Biografia
Non si conoscono i suoi dati anagrafici, ma le tappe principali della formazione del Cafaro sono note attraverso Bernardo De Dominici, che lo segnala tra gli allievi della bottega di Cosimo Fanzago. La stessa fonte lo attesta come scultore specializzato in fusioni di bronzo ed altri metalli. Dal ricordato Fanzago, egli apprese i canoni dell'architettura, che successivamente divenne la sua principale attività. Fu nominato ingegnere regio, ingegnere militare col grado di Capitano, e Ingegnere Ordinario dei Regi Lagni affiancando Pietro De Marino.
Una prima notizia riguardante l'attività del Cafaro risale al 1659, quando eseguì l'apprezzo della terra di Novi Velia in qualità di tavolario. Intorno al 1662, insieme a Francesco Antonio Picchiatti, si occupò della ricostruzione del Castello del Carmine in seguito alle devastazioni provocate durante i moti di Masaniello; la fortezza verrà quasi del tutto demolita nel 1906, durante i lavori per la costruzione di via Marina. Nel 1668 fu impegnato, coadiuvato dal Picchiatti, nel completamento della darsena al porto della città. L'opera che, iniziò l'anno precedente, fu commissionata al padre Bonaventura Presti che s'imbatté in una fonte sotterranea, il danno comportò la sospensione dei lavori a causa dell'allagamento del bacino e l'estromissione del Presti dal cantiere. I due ingegneri furono chiamati per risolvere il danno, cosa alla quale provvidero mediante delle macchine-pompa già utilizzate nella campagna napoletana per irrigare.
Dal 1668 al 1673 Cafaro fu impegnato nella costruzione della Fontana di Monteoliveto, considerata il suo capolavoro: alla realizzazione contribuirono Pietro Sanbarberio, autore dei portali di Palazzo Carafa di Maddaloni e della Pietrasanta e anch'egli formatosi alla bottega di Fanzago, e Bartolomeo Mori, che morì nel 1671; il posto di quest'ultimo fu assunto da Dionisio Lazzari. La statua venne fusa dallo scultore Francesco d'Angelo, in seguito ad una prima commissione affidata agli scultori Giovanni Maiorino e Giovanni D'Auria, che tuttavia non terminarono l'impresa. L'opera, che è tra le più celebrate della scultura seicentesca napoletana, è concepita in modo da inserirsi armonicamente nel contesto urbanistico in cui è situata, e rivela in questo soprattutto la fine sensibilità architettonica del Cafaro.
Nel 1669 si occupò di allestire provvisoriamente un apparato decorativo a San Diego all'Ospedaletto nell'occasione della canonizzazione Pietro d'Alcántara con Dionisio Lazzari. Nello stesso periodo scrisse un saggio teorico sulla Darsena di Napoli.